# 康特拉科斯塔县
康特拉科斯塔縣（英語：Contra Costa County），簡稱康縣，是美国加利福尼亚州的一個郡，位於舊金山灣區的東部。根據2000年的人口普查，康特拉科斯塔縣共有94萬8816人居住在此，其中白人占65.5%、亚裔美国人占10.96%、非裔美国人占9.36%。马丁内斯（Martinez）為縣府所在地。

## 历史

### 原住民时期
在欧洲人定居之前，该地区有广泛但鲜为人知的人类历史，现在的县包含许多美洲原住民部落居住的部分地区。最早确定的现代人（智人）活动似乎发生在六到一万年前。人类在此地的存在可能要早得多，至少就非定居人口而言是这样。已知的定居人口是对金属冶炼一无所知的狩猎采集社会，部落与部落之间的广泛贸易将来自遥远的加利福尼亚部落的黑曜石（可用于制作箭头和其他石器）等奇异材料转移到整个地区。与大平原的游牧美洲原住民不同，这些部落似乎没有将战争融入他们的文化，而是普遍合作。在这些文化中，个人或集体土地所有权的概念是不存在的。然而，该地区的早期欧洲定居者并没有太多关于当地文化的记录。文化上已知的大部分内容来自保存完好的同时代和出土的文物，以及通过较大地区的偏北边远部落代代相传的知识。

### 欧洲殖民者
由于加利福尼亚远离欧洲沿海，因此这里的殖民活动比美洲东海岸晚得多。17世纪以前欧洲人甚至对该地区一无所知，西班牙殖民者进入墨西哥地区后，由于加州没有发达的文明和丰富的资源，气候也比较恶劣，西班牙殖民者的活动很少，仅仅是传教活动，定居点少而分散。通过在加利福尼亚境内建立传教站，西班牙帝国在圣何塞、索诺玛和旧金山进行传教活动，在1776年建立了Presidio（军事机构）。虽然在这个县内没有建立传教站，西班牙人在这里的影响是直接而广泛的，通过建立西班牙国王对授权的定居者的土地赠款。
西班牙帝国将这里划给新西班牙总督区，但由于总督区治所墨西哥城到这里的路途遥远且沿途环境恶劣，西班牙人对该地的影响不比后来的俄罗斯人强多少，俄罗斯人在17世纪开始进入美洲西北部的阿拉斯加，俄国美洲公司在注意到加利福尼亚沿海的权力真空后乘虚而入，曾在旧金山一带建立了贸易站和堡垒。但俄罗斯对美洲的经营也因路途遥远和运输困难的问题而力不从心。

### 墨西哥时期
1810年墨西哥爆发反殖民统治的独立运动，1821年西班牙的统治正式终结，墨西哥合众国建立。加利福尼亚作为新西班牙总督区的一部分而成为墨西哥的一个省份。但墨西哥政局自建国以来一直不稳定，所以没法大规模开发北部广袤的地区，便招募周边国家人口移民加利福尼亚地区，这包括了美国人。1845年开始加州陆续发现金矿，美国移民大量涌入，随后与墨西哥当局爆发冲突，建立加利福尼亚共和国。1846年，美国和墨西哥爆发美墨战争，墨西哥战败，于隔年签署条约，将加州在内的北部领地割让给美国，美国接纳加利福尼亚共和国为联邦州。
墨西哥独立战争导致了传教士的世俗化，重新分配了他们的土地，并根据1824年的墨西哥联邦法律建立了新的土地授予制度。传教士的土地遍及整个湾区，包括康特拉科斯塔县的部分地区。

### 县建制的建立
康特拉科斯塔县是加利福尼亚州最初的27个县之一，于1850年建州时创建。该县原名为代阿布罗山县，但在并入县前更名。该县的西班牙语名称意为对岸，因为它位于旧金山以东，在旧金山湾对面。1853年3月25日，该县领土的南部部分，包括旧金山对面的所有海湾部分和圣克拉拉县的北部部分，被放弃成立阿拉米达县。
在1860年的美国人口普查中，康特拉科斯塔县有人口4,381人。

## 地理
根据美国人口普查局的数据，该县总面积为804平方英里（2,080平方公里），其中716平方英里（1,850平方公里）为陆地，88平方英里（230平方公里）（11%）为水域。

### 建制市镇
| 自治体（市/镇）                        | 成立年份 | 人口（2018） |
| -------------------------------------- | -------- | ------------ |
| 安条克（Antioch）                      | 1872     | 111,535      |
| 布伦特伍德／布伦特树林（Brentwood）    | 1948     | 63,800       |
| 克莱顿（Clayton）                      | 1964     | 12,192       |
| 康科德（Concord）                      | 1905     | 129,688      |
| 丹维尔（Danville）                     | 1982     | 44,650       |
| 艾塞利托（El Cerrito）                 | 1917     | 25,601       |
| 赫拉克勒斯（Hercules）                 | 1900     | 25,601       |
| 拉斐特（Lafayette）                    | 1968     | 26,521       |
| 马丁内斯（Martinez）                   | 1876     | 38,402       |
| 莫拉加（Moraga）                       | 1974     | 17,692       |
| 奥克利（Oakley）                       | 1999     | 42,129       |
| 奥林达（Orinda）                       | 1985     | 19,806       |
| 皮诺尔（Pinole）                       | 1903     | 19,318       |
| 匹兹堡（Pittsburg）                    | 1903     | 72,437       |
| 愉快山／普莱森特希尔（Pleasant Hill）  | 1961     | 34,903       |
| 列治文／里奇蒙（Richmond）             | 1905     | 110,146      |
| 圣巴勃罗（San Pablo）                  | 1948     | 31,124       |
| 圣拉蒙（San Ramon）                    | 1983     | 75,839       |
| 核桃溪／沃尔纳特克里克（Walnut Creek） | 1914     | 69,825       |

### 临近县
- 索拉诺县：北部
- 沙加緬度郡- 东北部
- 聖華金縣- 东部
- 阿拉米達縣- 南部

## 人口统计
| 调查年                                                     | 人口      | 备注 | %±     |
| ---------------------------------------------------------- | --------- | ---- | ------ |
| 1860                                                       | 5,328     |      | —      |
| 1870                                                       | 8,461     |      | 58.8%  |
| 1880                                                       | 12,525    |      | 48.0%  |
| 1890                                                       | 13,515    |      | 7.9%   |
| 1900                                                       | 18,046    |      | 33.5%  |
| 1910                                                       | 31,674    |      | 75.5%  |
| 1920                                                       | 53,889    |      | 70.1%  |
| 1930                                                       | 78,608    |      | 45.9%  |
| 1940                                                       | 100,450   |      | 27.8%  |
| 1950                                                       | 298,984   |      | 197.6% |
| 1960                                                       | 409,030   |      | 36.8%  |
| 1970                                                       | 558,389   |      | 36.5%  |
| 1980                                                       | 656,380   |      | 17.5%  |
| 1990                                                       | 803,732   |      | 22.4%  |
| 2000                                                       | 948,816   |      | 18.1%  |
| 2010                                                       | 1,049,025 |      | 10.6%  |
| 2020                                                       | 1,165,927 |      | 11.1%  |
| U.S. Decennial Census 1790–19601900–1990 1990–200020102020 |           |      |        |

### 2020年人口普查
| 种族                                 | 2010年人口数 | 2020年人口数 | % 2010  | % 2020  |
| ------------------------------------ | ------------ | ------------ | ------- | ------- |
| 白人(非西语裔)                       | 500,923      | 455,421      | 47.75%  | 39.06%  |
| 非裔美国人(非西语裔)                 | 93,604       | 97,994       | 8.92%   | 8.40%   |
| 美洲原住民或阿拉斯加原住民(非西语裔) | 2,984        | 2,553        | 0.28%   | 0.22%   |
| 亚裔美国人(非西语裔)                 | 148,881      | 214,520      | 14.19%  | 18.40%  |
| 太平洋岛原住民(非西语裔)             | 4,382        | 5,720        | 0.42%   | 0.49%   |
| 单独一些其他种族(非西语裔)           | 3,122        | 8,366        | 0.30%   | 0.72%   |
| 混血/多种族身份(非西语裔)            | 39,569       | 66,453       | 3.77%   | 5.70%   |
| 拉丁裔美国人(任何种族)               | 255,560      | 314,900      | 24.36%  | 27.01%  |
| 总计                                 | 1,049,025    | 1,165,927    | 100.00% | 100.00% |

## 政治
自 1932 年以来，康特拉科斯塔县一直是民主党在总统选举中的据点。它在1970年代和80年代暂时倾向于共和党，理查德尼克松在1972年、杰拉尔德福特在1976年和罗纳德里根在1980年和1984年连续赢得总统。里根是最后一位赢得该县的共和党总统候选人。
在美国众议院，康特拉科斯塔县分为三个国会选区：
加利福尼亚州第 8 国会选区，由民主党人约翰·加拉门迪 (John Garamendi)代表
加利福尼亚州第 9 国会选区，由民主党人 Josh Harder代表
加州第10国会选区，由民主党人 Mark DeSaulnier代表
在州议会中，康特拉科斯塔县分为四个区：
第11选区，由民主党人 洛瑞·威尔逊代表
第14选区，由民主党人 巴菲维克斯代表
第15选区，由民主党人 蒂姆格雷森代表
第16选区，由民主党人Rebecca Bauer-Kahan代表
在州参议院，该县分为三个区：
第三参议院选区，由民主党人 比尔多德代表
第七参议院选区，由民主党人 史蒂夫格雷泽代表
第9参议院选区,由民主党人 南希·斯金纳代表
据加州州务卿称，截至2019年10月19日，康特拉科斯塔县有703,021名登记选民。其中，369,254人(52.52%)是登记的民主党人，134,553人(19.14%) 是登记的共和党人，163,047人(23.19%)拒绝声明所属政党，也称为“无党派偏好”或“NPP”。